# Envol triangles
Envol triangles is het debuutalbum van de Franse band Minimum Vital.

## Inleiding
De stijl van de band was bij het eerste album allesbehalve uitgekristalliseerd. Minimum Vital nam dit instrumentale album op in de Studio Carat in Bordeaux; het bevat een mengeling van allerlei stijlen, meest progressieve rock met fusioninvloeden. Van de middeleeuwse muziek, die hun later werk zou karakteriseren is nog weinig waarneembaar. Het album wordt dan ook in terugblik als erg matig beoordeeld. Het haalde een 2,5 uit 5 op de site van progarchives. Het interessantst voor de progfans zijn de dwarsfluitpartijen van Anne Colas. Het album bracht het in de magere tijden van de stroming niet verder dan een release op muziekcassette. De band had net hun naam gewijzigd van Concept in Minimum Vital. Disques Cabana was gevestigd in Maisons-Alfort bij Parijs, de band kwam zelf uit de omgeving van Bordeaux. 

## Musici
- Jean Luc Payssans – gitaren
- Thierry Payssan – toetsinstrumenten
- Eric Rebeyrol – basgitaar
- Antoine Fillon – drumstel
- Anne Colas – dwarsfluit

Met Didier Malarque op percussie

## Muziek
De verdeling tussen A- en B-kant is niet bekend, omdat bij muziekcassettes beide kanten zoveel mogelijk even lang moeten zijn (niemand zat te wachten op minutenlange tapes zonder muziek) zal de split tussen de tracks 3 en 4 hebben gelegen liggen. 

| Nr. | Titel                              | Duur |
| --- | ---------------------------------- | ---- |
| 1.  | Hydromel (Payssan, Payssan)        | 4:49 |
| 2.  | Balivernes (Payssan, Payssan)      | 6:57 |
| 3.  | Envol triangles (Payssan, Payssan) | 5:00 |
| 4.  | Dans le doute (Payssan, Payssan)   | 7:09 |
| 5.  | Ronde (Payssan, Payssan)           | 9:32 |

## Nasleep
Het platenlabel Musea Records zag er voldoende in de band in de gelegenheid te stellen voor hun label hun tweede album op te nemen, dat zeker voor deze band al snel volgde. Het eerste en tweede album werden na een relatief goede ontvangst van het derde album Sarabandes samen op compact disc geperst. In 2020 gaf Musea het album opnieuw uit. Colas en de drummer waren er bij het volgende album al niet meer bij. In 1987 had Minimum Vital de bijdrage Oxis Opnonem voor het verzamelalbum (LP) Enchantement van Musea, alwaar ook tracks op stonden van de leiders van de progressieve rock in Frankrijk: Ange en Atoll. Die bands waren al jaren bezig.